# Бибарцев, Марат Шамилевич
Марат Шамилевич (Шамильевич) Бибарцев (1962, Челябинск — 8 декабря 2005, Пермь) — российский тренер по дзюдо, Заслуженный тренер России. Начал тренироваться в Челябинске-65 под руководством Николая Мусатова. В 1983 году окончил Челябинский государственный институт физической культуры. Впоследствии переехал в Пермь, где воспитал целую плеяду известных спортсменок. В 28 лет был удостоен звания «Заслуженный тренер России». Супруга Лариса Владимировна также тренер по дзюдо. Скончался после тяжёлой болезни. В память о Марате Бибарцеве проводится всероссийский мастерский турнир.

## Известные воспитанники
- Богомягкова, Татьяна Сергеевна (1972) — чемпионка и призёр чемпионатов России по дзюдо;
- Болтенкова, Оксана Викторовна (1975) — призёр чемпионатов России по дзюдо, чемпионка и призёр чемпионатов России по самбо, обладательница Кубка России по самбо, чемпионка Европы по самбо, чемпионка и призёр чемпионатов мира по самбо, Заслуженный мастер спорта России;
- Троян, Елена Викторовна (1974) — чемпионка и призёр чемпионатов России по дзюдо, обладательница Кубка России по самбо, призёр чемпионата России по самбо, чемпионка Европы по самбо, мастер спорта России международного класса по самбо.
- Ирина Павленина — чемпионка и призёр чемпионатов России по дзюдо;
- Анна Черных — призёр чемпионата России по дзюдо;
- Мария Скорубская;
- Ольга Любченко — призёр чемпионата России по дзюдо;
- Юлия Овчинникова — призёр чемпионатов России по дзюдо.